# Секешфехервар
Секешфехервар (на унгарски: Székesfehérvár) е град в Централна Унгария, център на окръг Фейер.
Разположен е на 47° 11' с.ш. и 18° 25' и.д., на 65 km югозападно от Будапеща. Населението на града е около 101 000 души (2001).
През Средновековието градът е бил царска резиденция и най-важният град на Унгария. 37 крале и 39 кралици се коронясали в този град и 15 владетели са били погребани.

## Население
| Година | Население | %±     |
| ------ | --------- | ------ |
| 1870   | 23 279    | —      |
| 1880   | 26 559    | 14,1%  |
| 1890   | 28 539    | 7,5%   |
| 1900   | 33 196    | 16,3%  |
| 1910   | 37 710    | 13,6%  |
| 1920   | 40 352    | 7,0%   |
| 1930   | 41 890    | 3,8%   |
| 1941   | 49 103    | 17,2%  |
| 1945   | 35 000    | −28,7% |
| 1949   | 42 260    | 20,7%  |
| 1960   | 56 978    | 34,8%  |
| 1970   | 79 064    | 38,8%  |
| 1980   | 103 571   | 31,0%  |
| 1990   | 108 958   | 5,2%   |
| 2001   | 106 346   | −2,4%  |
| 2005   | 101 465   | −4,6%  |
| 2008   | 101 755   | 0,3%   |

Етнически групи (2001 преброяване):
- Маджари – 95,7%
- Германци – 0,8%
- Цигани – 0,5%
- Други – 0,5%
- Без отговор – 2,4%

Религии (2001 преброяване):
- Католици – 53,8%
- Калвинисти – 12,1%
- Лутерани – 1,9%
- Източнокатолици (униати) – 0,5%
- Други християни – 1%
- Други – 0,2%
- Атеисти – 19,7%
- Без отговор или не се знае – 10,7%

## История
Мястото на Секешфехервар е обитавано от 5 век пр.н.е., а през Римската епоха там се намират селищата Gorsium and Herculia.
Средновековният град е основан през 972 година от унгарския владетел Геза на  четири острова сред блатата североизточно от Балатон. За пръв път се споменава в документ на епископството във Веспрем от 1009 г. под името Alba Civitas.
В началото на 11 век крал Ищван I избира града за едно от седалищата на унгарските монарси и започва строителството на катедрала, завършена през 1039 година. Градът придобива важно значение и се превръща в традиционно място на коронациите на кралете на Унгария. Наред с Естергом, Секешфехервар е сред столиците на страната. Построени са множество църкви и манастири и градът става важен пункт по пътя на поклонниците от Западна Европа към Светите земи.
Секешфехервар е завладян от Османската империя след продължителна обсада през 1543 година. При превземането градът е силно разрушен, включително катедралата и кралският дворец, а гробовете на кралете са ограбени. Голяма част от населението се изселва, построени са нови джамии и градът придобива мюсюлмански облик.
Остава под османска власт до 1688 година, когато е превзет след тежки боеве, довели до почти пълното му разрушаване. Населението му по това време е смесено – унгарци, сърби, немци, моравци. През 1703 г. получава статут на свободен кралски град, но се възстановява бавно и никога не достига важността си от Средните векове. През 18 век са построени няколко барокови дворци и религиозни сгради, а през 1777 г. градът става седалище на епископство.
Секешфехервар отново е силно разрушен през Втората световна война по време на една от последните германски офанзиви през 1945 година.

## Побратимени градове
- Алба Юлия, Румъния
- Бирмингам, САЩ
- Благоевград, България
- Братислава, Словакия
- Задар, Хърватия
- Кеми, Финландия
- Коджаели, Турция
- Луганск, Украйна
- Ополе, Полша
- Сариуън, Северна Корея
- Ченто, Италия
- Чорли, Великобритания
- Швабиш Гмюнд, Германия